# Lewada-Zentrum
Das Lewada-Zentrum (auch: Analytisches Center Levada oder Levada-Center, russisch Левада-Центр, Lewada-Zentr) ist ein Meinungsforschungsinstitut in Russland. Das Zentrum wurde nach seinem Gründer benannt, dem ersten sowjetischen Professor der Soziologie, Juri Lewada. Die Ursprünge hatte das Lewada-Zentrum 1987 mit der Gründung von WZIOM unter der Leitung des Akademiemitgliedes Tatjana Saslawskaja. Es ist das einzige vom russischen Staat bzw. russischen staatlichen Investitionen unabhängige Meinungsforschungsunternehmen. 2016 wurde das Lewada-Zentrum in Russland als „ausländischer Agent“ eingestuft.

## Struktur
Das Zentrum betreibt Forschungs- und Meinungsumfragen in Gebieten wie Soziologie, Wirtschaft, Psychologie und Marktforschung. Mit ungefähr 80 Mitarbeitern im Moskauer Büro, 80 Mitarbeitern in den regionalen Abteilungen und ca. 3000 Interviewern zählt es zu den größten Meinungsforschungsagenturen Russlands.
Die Schlüsselfiguren sind die Gründer der Organisation, die ihre Arbeit bei WZIOM begonnen haben und im Lewada-Zentrum ihre Forschungsarbeit fortsetzen. Von 2003 bis 2006 war Juri Lewada der Direktor. Seit Dezember 2006 hat Lew Gudkow dieses Amt übernommen.
Die Hauptforschungsabteilungen sind:
- Abteilung für sozialpolitische Forschungen
- Abteilung für Einkommens- und Konsumstudien
- Abteilung für qualitative Forschungen
- Abteilung für soziale und wirtschaftliche Forschungen
- Abteilung für Marktforschung

## Organisation
Das Lewada-Zentrum hat Partnerschaften mit Forschungszentren in Russland, den übrigen GUS-Staaten und den baltischen Ländern. Seine Partner und Kunden sind russische und internationale Unternehmen und Organisationen.
Die Vereinigung ist Mitglied in den internationalen Gemeinschaften ESOMAR und ОIRОМ (russische Vereinigung der Markt- und Meinungsforscher). Mitarbeiter des Lewada-Zentrums sind bzw. waren ständige Teilnehmer in den Konferenzen und Rundtischgesprächen mit der Stiftung „Liberale Mission“ (russisch фонд «Либеральная миссия»), Moskauer Carnegie-Zentrum (russisch Московский Центр Карнеги, ein lokaler Ableger der amerikanischen Carnegie Endowment for International Peace) bis zu dessen behördlich angeordneter Schließung im April 2022, Gorbatschow-Stiftung (russisch Горбачёв-фонд), der Menschenrechtsorganisation Memorial (russisch общество «Мемориал»), Friedrich-Naumann-Stiftung für die Freiheit, Heinrich-Böll-Stiftung, öffentlichen Vorlesungen von Polit.ru (russisch Публичные лекции Полит.ру), Höhere Schule für Sozial- und Wirtschaftswissenschaften Moskau (russisch Московская высшая школа социальных и экономических наук), des Sacharow-Zentrums (russisch общественный центр им. А.Д. Сахарова) und bei „Chodorkowskis Lesungen“ (russisch Ходорковские чтения).
Artikel, Interviews und Expertenmeinungen, die von Lewada herausgegeben wurden, erscheinen im Kommersant, Wedomosti, The Economist, The Wall Street Journal, The New York Times. Andere Publikationen in der wissenschaftlichen und sozio-politischen Presse in Russland beinhalten „Pro et Contra“, „Otetscheswenije sapiski“ (russisch „Оте́чественные запи́ски“), „Gesellschaftswissenschaften und die Gegenwart“ (russisch Общественные науки и современность), Neue Zeiten (russisch „Новое Время“), Ogonjok und Nowaja gaseta. Das Zentrum gibt selbst die Fachzeitschrift „Bote der gesellschaftlichen Meinung“ (russisch Вестник общественного мнения) heraus, die vierteljährlich erscheint.
Das Lewada-Zentrum ist auf der von Freedom House veröffentlichten Liste der unabhängigen analytischen Zentren Europas. Informationen die Lewada publizierte, wurden für die Zeitschrift The Economist in deren Russlandbericht benutzt.
In Zusammenarbeit mit dem Lewada-Zentrum strahlt der Radiosender Radio Free Europe wöchentlich die Sendung „Öffentliche Meinung“ (russisch „Общественное мнение: граждане России у микрофона Радио Свобода“) aus.
1988 entwickelten die Mitarbeiter von WZIOM die erste Studie über Verbrauchervorlieben in der Sowjetunion. Zurzeit führt das Lewada-Zentrum eine breite Reihe von soziologischen und Marktforschungen durch und benutzt dabei verschiedene Techniken.

## Geschichte

### Gründung
Das Lewada-Zentrum wurde 2003 als Nachfolger des unabhängigen Meinungsforschungsinstituts WZIOM gegründet. Tatjana Saslawskaja, die Ehrenpräsidentin des Lewada-Zentrums, hatte WZIOM von 1987 bis 1992 geleitet, Juri Lewada von 1992 bis 2003. Unter einem Vorwand war dort im August 2003 ein neuer Geschäftsführer durch das russische Ministerium für Eigentumsbeziehungen eingesetzt worden. So sollten Vertreter der russischen Administration die Aktivitäten des missliebigen Zentrums im Auftrag des Kremls kontrollieren und überwachen.
Daraufhin kündigten alle bisherigen Mitarbeiter von WZIOM ihre Arbeitsstellen und setzten ihre Tätigkeiten unter dem neuen Namen „WZIOM-A“ fort. Nachdem der Antimonopoldienst der Russischen Föderation die Nutzung dieses Namens verboten hatte, wurde die Organisation in Analytisches Center Lewada (Lewada-Zentrum) umbenannt.

### Tätigkeiten
Das Lewada-Zentrum führt die Forschungsprogramme und Umfragen fort, die sie unter WZIOM in den Jahren 1990–2000 gestartet haben. Eines der größten Projekte des Lewada-Zentrums war die Studie „Der sowjetische Mensch“ („Homo soveticus“, russisch Советский Человек). Spezialisten nutzen in verschiedenen Umfragen die Monitoring-Technik, um die größten Trends in der sozialen Entwicklung von Russlands Gesellschaft der letzten 15 Jahre aufzuzeigen.
Das Lewada-Zentrum gibt außerdem das Jahrbuch „Russische öffentliche Meinung“ in Russisch und Englisch heraus, welches in diversen Medien benutzt wird.

### Registrierung als „ausländischer Agent“
Am 5. September 2016 wurde das Meinungsforschungsinstitut nach dem 2012 eingeführten „Gesetz über „ausländische Agenten“ in Russland“ als „ausländischer Agent“ eingestuft. Nach der offiziellen Begründung erhalte das Lewada-Zentrum Gelder aus dem Ausland, vornehmlich aus den Vereinigten Staaten. Die Einstufung erfolgte auf Bitte der Bewegung „Anti-Maidan“, die dem Lewada-Zentrum vorwarf, über den Kontakt mit der University of Wisconsin–Madison im Auftrag der Vereinigten Staaten zu agieren. Der Direktor Lew Gudkow bezeichnete die Anschuldigungen als Verleumdung. Er führte aus, Finanzierungen aus dem Ausland den Kontroll- und Steuerbehörden immer offengelegt zu haben. Die neue Situation würde sein Institut faktisch lahm legen, indem es von Finanzierungsquellen abgeschnitten werde und seine Kontakte zur Öffentlichkeit behindert würden. Gudkow kritisierte das zur besseren Repression bewusst unbestimmte Kriterium „politische Betätigung“ und „Finanzierung aus dem Ausland“, das auch Mittel zum Zwecke der Wissenschaft und kommerzielle Aufträge kriminalisiere. Der Diskreditierungsversuch habe das Ziel, Veröffentlichungen unabhängiger Meinungsumfragen, die in Krisen nicht den politischen Erwartungen und Interessen aller Politiker entsprechen, zu unterbinden; dadurch werde auch die wissenschaftliche Qualität wieder degradiert und die russische Gesellschaft isoliert. Das Institut arbeite mit verschiedenen Forschungsinstituten zusammen, bei der Zusammenarbeit mit der Universität in Madison gehe es zuletzt um die Erforschung der Lebensbedingungen von Familien in Russland. Das Institut erhält nach eigenen Angaben seit einer ähnlichen Untersuchung im Jahr 2013 keine ausländische Förderung. Gudkow kündigte an, er wolle gegen den Beschluss vorgehen. Die zwei Wochen vor der Parlamentswahl getätigte Einstufung als „ausländischer Agent“ verhindere unabhängige Meinungsforschung und sei eine Form der politischen Zensur, so Gudkow. Die Entscheidung führte er auf eine Lewada-Umfrage zurück, die einen deutlichen Rückgang in der Wählergunst der Partei Einiges Russland im August 2016 verzeichnete.
Die Tätigkeiten des Zentrums wurden vorübergehend ausgesetzt.

## Forschung
Die Forschung des Zentrums basiert auf regelmäßigen, öffentlichen Meinungsumfragen in ganz Russland. Dies sind einige der größten Projekte:
- Der sowjetische Mensch (russisch Советский человек). Fünf große Wellen der öffentlichen Meinungsumfragen in Russland in den Jahren 1989, 1994, 1999, 2003 und 2008.
- Beobachtung von Wahlvorlieben in Russland, in den Jahren 1993, 1995–1996, 1999–2000, 2003–2004, 2007–2008.
- Stimmen aus Russland: Gesellschaft, Demokratie, Europa, 2006.[19]
- Eliteprobleme im modernen Russland. 2005–2006.
- Stimmen aus Russland: Was der russische Mittelstand über sein eigenes Land und Europa denkt, 2008.[20]
- International Social Survey Programme (ISSP), seit 1991.[21]
- Neues Russland-Barometer, in Kollaboration mit dem Zentrum für die Studie der Rechtsordnung (University of Strachclyde, University of Aberdeen), seit 1991.[22]
- Umfrage über Ansehen Russlands in der eigenen Bevölkerung 2016[23]

## Rezeption
Der Spiegel bezeichnet das Lewada-Zentrum als das „einzige unabhängige Meinungsforschungsinstitut in Russland“.